# Hungaroplan
Hungaroplan – prototypowy węgierski wagon tramwajowy, wyprodukowany w 1988 r. przy współpracy budapesztańskiego przewoźnika BKV Zrt. i zakładów Ikarus.

## Konstrukcja
Hungaroplan to dwuczłonowy, dwukierunkowy, dwustronny, silnikowy wagon tramwajowy. Nadwozie oparte jest na trzech dwuosiowych wózkach, przy czym skrajne wózki są napędowe, natomiast środkowy jest toczny. Napęd dwóch pierwszych wózków stanowią cztery silniki typu TK 44/B, po jednym na każdą oś. Do wnętrza tramwaju prowadzi czworo dwuczęściowych drzwi otwieranych do środka, nie różniących się od tych zamontowanych w autobusach Ikarus serii 400. Wewnątrz przedziału pasażerskiego umieszczono siedzenia w układzie 1+1. Na obu ścianach czołowych tramwaju zainstalowano po dwa reflektory pochodzące z samochodu Wartburg 1.3 oraz kierunkowskazy z Łady 2101. Tramwaj wyposażono w rozruch stycznikowy oraz w dwa rodzaje hamulców: szynowe i elektrodynamiczne.
Ze względu na wysoką awaryjność tramwaju i problemy finansowe firmy Ikarus, poprzestano na produkcji prototypowego egzemplarza.

## Dostawy
W 1988 r. wyprodukowano jeden tramwaj tego typu.
| Państwo        | Miasto         | Lata dostaw    | Liczba | Numery taborowe |       |  |
| -------------- | -------------- | -------------- | ------ | --------------- | ----- |  |
| Węgry          | Budapeszt      | 1988           | 1      | 3750            | [ 3 ] |  |
| Łączna liczba: | Łączna liczba: | Łączna liczba: | 1      |                 |       |  |

Od 2008 r. tramwaj stacjonuje w Városi Tömegközlekedés Történeti Múzeum (Muzeum Miejskiego Transportu Publicznego).